# Postciliodesmatophora
Sous-embranchement
Synonymes
- Polyhymenophora

Les Postciliodesmatophora sont un sous-embranchement de ciliés.

## Systématique
Le sous-embranchement des Postciliodesmatophora a été créé en 1976 par Gerassimova et Seravin.
Il admet pour synonyme Polyhymenophora.

## Liste des classes
- classe des Heterotrichea Stein, 1859
- classe des Karyorelictea Corliss, 1974